# Споменик „Кристални цвет”
Споменик „Кристални цвет” се налази у Спомен комплексу Спомен-парк Крагујевачки октобар, подигнут је у знак сећања на стрељане мале чистаче обуће, на месту где су сахрањени.
Рад је архитекте Николе Деље. Овај камени, бели пупољак пресечен мачем, подигнут је 1968. године. У централном делу споменика, исклесан је црни део, који представља чашицу цвета. Обележје је препуно симболике. Како је реч о хумци у којој леже невина ромска деца, бели цвет је симбол њихове невиности и чистоће.